# 乔治王广场 (布里斯班)

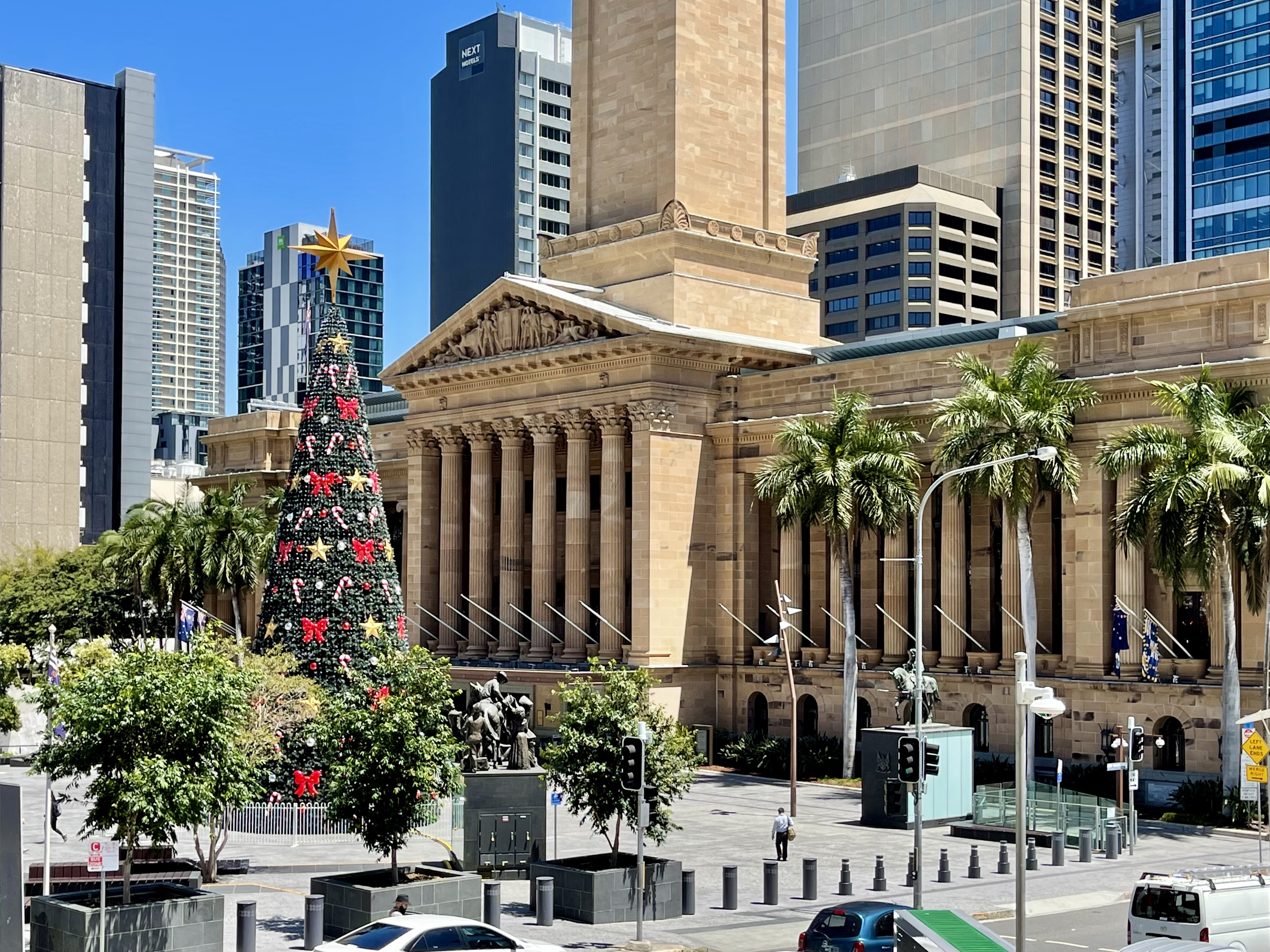

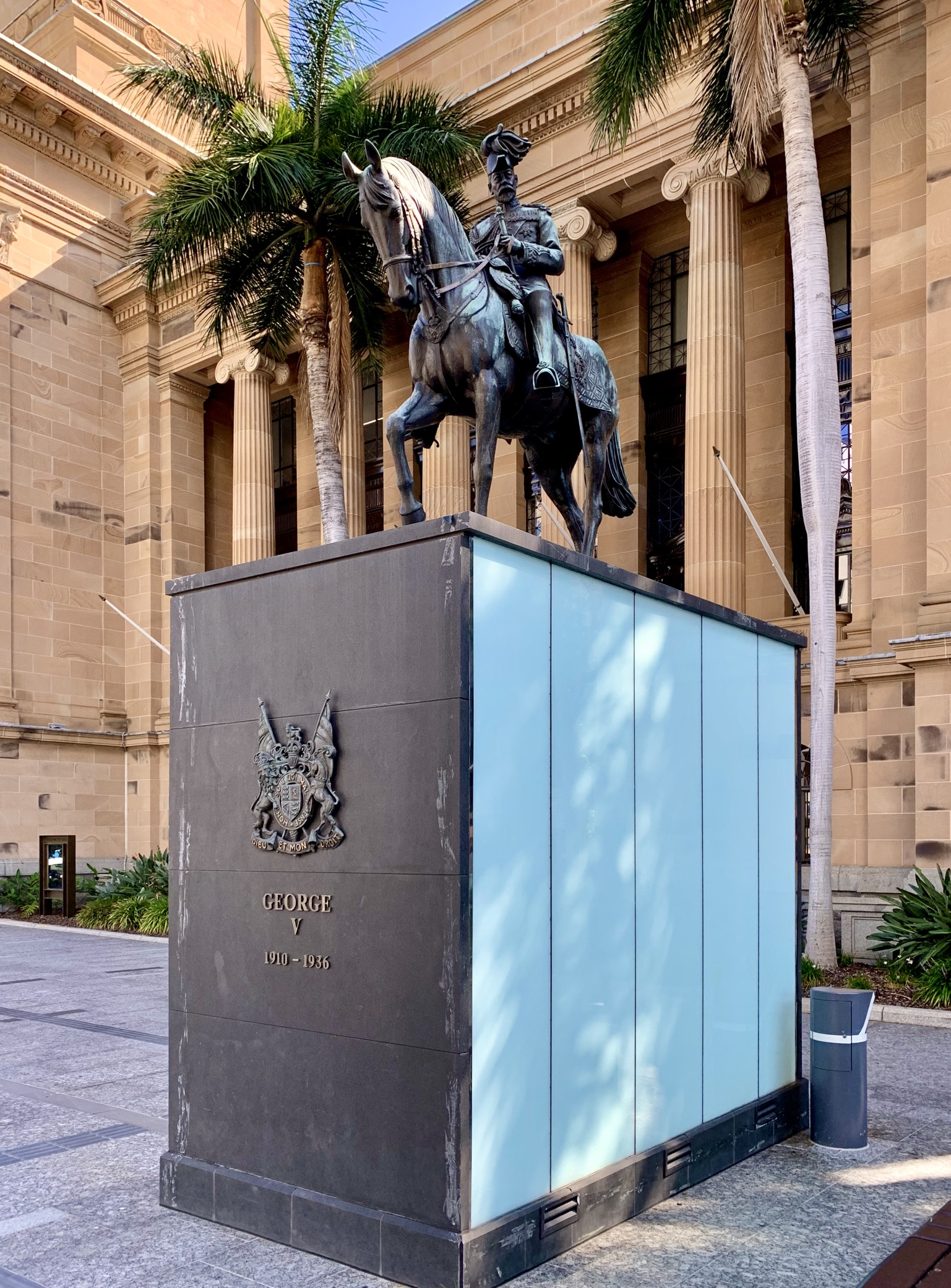

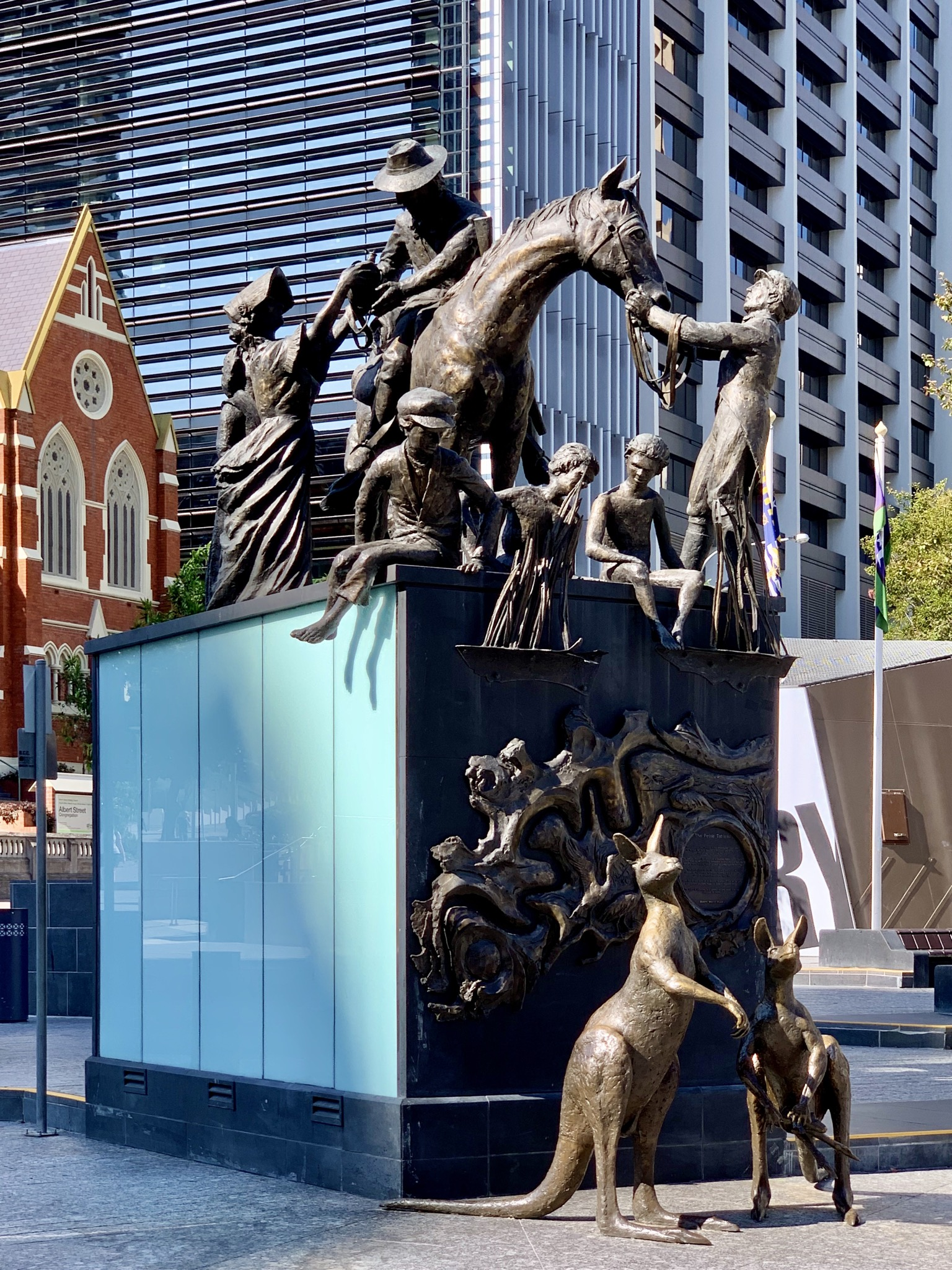

27°28′6″S 153°1′27″E / 27.46833°S 153.02417°E
乔治王广场（英語：King George Square）是澳大利亚昆士兰州布里斯班的一个广场，位于阿德莱德街（Adelaide Street）、安街（Ann Street）及阿尔伯特街（Albert Street）两段之间。布里斯班市政厅位于广场上。
2004年1月1日，乔治王广场列入布里斯班遗产名录。

## 历史
最初，阿尔伯特街从植物园向西延伸至安街和市场。市场广场位于阿尔伯特街以南的安街和阿德莱德街之间。1930年布里斯班市政厅竣工。市政厅前的阿尔伯特街拓宽，命名为阿尔伯特广场，以纪念维多利亚女王的丈夫阿尔伯特亲王。澳大利亚国家图书馆收藏着阿尔伯特广场的照片，这座广场早于乔治王广场的现在形式。
1936年乔治五世去世后，广场扩大，并更名为乔治王广场。“守卫”布里斯班市政厅入口的青铜狮子雕塑于1938年揭幕，作为布里斯班市民对国王的致敬。
1969年之前，广场上一直有车辆通行，包括一条无轨电车路线，直到1969年道路禁止通行。广场北侧的建筑被市议会收购，包括蒂沃利剧院（Tivoli Theatre）和Hibernian Building，并已拆除。地下停车场的建设工作已经开始。在修建时，包括乔治五世和铜狮在内的雕像被重新安置在广场上的当前位置，在雕像和乔治王广场之间，现在有一条狭窄的巷道（取代了以前的道路），供政府车辆（或工作车辆）偶尔驶往市政厅前面。

## 圖集
- Pope John Paul II addressing the public, 1986